# Marions
Marions är en kommun i departementet Gironde i regionen Nouvelle-Aquitaine i sydvästra Frankrike. Kommunen ligger i kantonen Grignols som tillhör arrondissementet Langon. År 2022 hade Marions 211 invånare.

## Befolkningsutveckling
Antalet invånare i kommunen Marions
Referens:INSEE